# Ziprasidone
Ziprasidone, được bán dưới tên thương hiệu Geodon trong số thương hiệu khác, là một thuốc chống loạn thần không điển hình được sử dụng để điều trị tâm thần phân liệt và rối loạn lưỡng cực. Nó có thể được sử dụng bằng miệng và bằng cách tiêm cơ bắp (IM). Hình thức tiêm bắp có thể được sử dụng cho kích động cấp tính ở những người bị tâm thần phân liệt.
Các tác dụng phụ thường gặp của thuốc này bao gồm chóng mặt, buồn ngủ, khô miệng và co giật. Mặc dù nó cũng có thể gây tăng cân, nhưng nguy cơ thấp hơn nhiều so với các thuốc chống loạn thần khác. Cách thức hoạt động của nó không hoàn toàn rõ ràng nhưng được cho là có liên quan đến tác dụng đối với serotonin và dopamine trong não.
Dạng ziprasidone uống qua miệng là muối hydrochloride, ziprasidone hydrochloride. Dạng tiêm bắp là mesylate chứ không phải muối hydrochloride, ziprasidone mesylate trihydrate, và được cung cấp dưới dạng bột đông khô. Ziprasidone đã được chấp thuận tại Hoa Kỳ vào ngày 5 tháng 2 năm 2001.

## Sử dụng trong y tế
Ziprasidone được Cơ quan Quản lý Thực phẩm và Dược phẩm Hoa Kỳ (FDA) chấp thuận để điều trị tâm thần phân liệt cũng như chứng hưng cảm cấp tính và các trạng thái hỗn hợp liên quan đến rối loạn lưỡng cực. Hình thức tiêm bắp của nó được chấp thuận cho kích động cấp tính ở bệnh nhân tâm thần phân liệt cho những người điều trị chỉ bằng ziprasidone là phù hợp.